# Produzentenverband
Der Produzentenenverband e.V. ist der älteste und größte Verband unabhängiger Kinoproduzenten in Deutschland mit Sitz in München und Geschäftsstelle in Berlin. Geschäftsführer des eingetragenen Vereins ist Erwin M. Schmidt. Vorrangige Aufgabe des Verbands ist es, deutsche und europäische  Produzenten in ein internationales Netzwerk einzubinden sowie die Arbeitsbedingungen der unabhängigen Produzenten in Bezug auf die Zusammenarbeit mit Sendern sowie die finanziellen Bedingungen der unabhängigen Produzenten zu verbessern.

## Geschichte
Der Produzentenverband wurde 1966 als Verband Deutscher Spielfilmproduzenten gegründet. Er hat seitdem fast alle wesentlichen Institutionen für die deutschen Filmproduzenten ins Leben gerufen: die Filmförderungsanstalt (FFA), die Spitzenorganisation der Filmwirtschaft (SPIO), die Verwertungsgesellschaft für Nutzungsrechte an Filmwerken (VGF) oder german films und die Friedrich-Wilhelm-Murnau-Stiftung.